# Niederprümer Hof

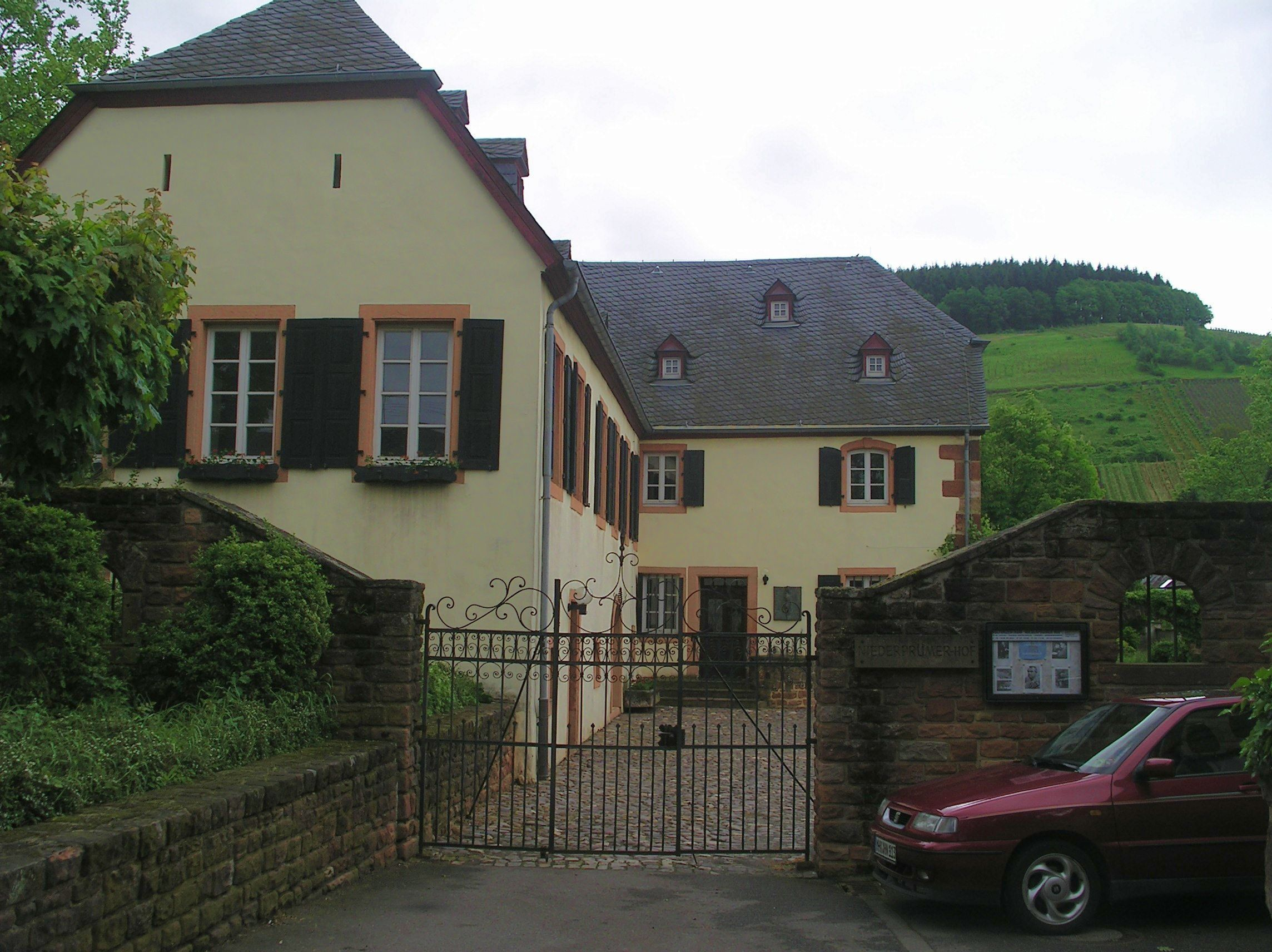
Niederprümer Hof am Ostrand von Schweich

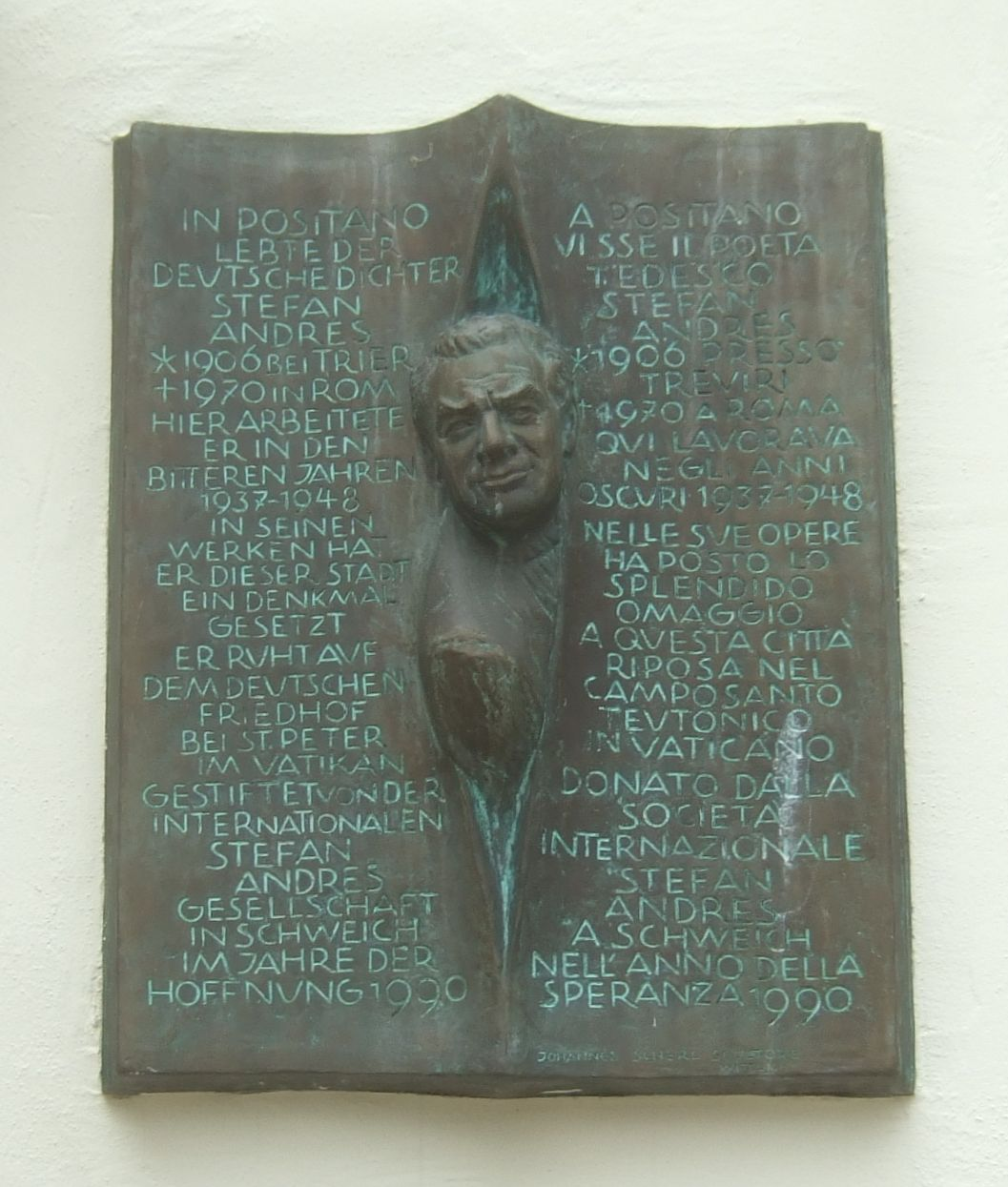
Gedenktafel für Stefan Andres am Niederprümer Hof

Der Niederprümer Hof ist ein Kulturdenkmal in der Stadt Schweich in Rheinland-Pfalz. Seine Geschichte steht in enger Verbindung mit der Reichsabtei Prüm, die von 762 bis 1576 die Herrschaft über Schweich innehatte und hier einen größeren Fronhof besaß.

## Geschichte
Der Prümer Fürst Gerhard gründete 1190 das adelige Benediktinerkloster Niederprüm. Zwischen 1285 und 1296 erhielt dieses Kloster als Schenkung ein Hofgut in Schweich. Seitdem wird es Niederprümer Hof genannt.
1576 kam das Gut in den Besitz der Kurfürsten von Trier. 1705 suchte eine schwere Feuersbrunst Schweich heim, bei der viele Gebäude zerstört wurden, darunter neben der Pfarrkirche auch der Niederprümer Hof. Unter der Äbtissin Anna Magdalena von Monpleinchamps, deren Wappen sich auf der Stirnwand des Weinkellers befindet, wurde der Hof wieder aufgebaut. Die Jahreszahl 1706 auf dem Torbalken der ehemaligen Scheune erinnert an den Wiederaufbau.
Die alte Ordnung im Moselland wurde 1794 zerstört. In diesem Jahr besetzen französische Revolutionstruppen die linksrheinischen Gebiete des Kurfürstentums Trier. Die Gedanken der Französischen Revolution: „Freiheit, Gleichheit, Brüderlichkeit“ hielten auch in Deutschland Einzug. Die geistlichen Güter und damit auch der Niederprümer Hof wurden 1802 säkularisiert. Zu dieser Zeit gehörte das gesamte linksrheinische Gebiet zu Frankreich. 1810 versteigerten französische Behörden das Hofhaus. Eigentümer wurde der Friedensrichter Johann Englert.

## Heutige Nutzung
Seit 1973 gehört das Anwesen der Stadt Schweich. Es wurde 1983 renoviert und zum Kulturzentrum ausgebaut. Von den ehemals vielen Hofgütern Schweichs ist es das einzig erhalten gebliebene. Es beherbergt eine Johannes-Haw-Ausstellung, eine Stefan-Andres-Ausstellung und ein Puppentheater. Die Stefan-Andres-Ausstellung wird durch einen Seminarraum mit Andresbüchern ergänzt.